# Cuscuta incurvata
Cuscuta incurvata är en vindeväxtart som beskrevs av Prog.. Cuscuta incurvata ingår i släktet snärjor, och familjen vindeväxter. Inga underarter finns listade i Catalogue of Life.